# Martin Fiebig

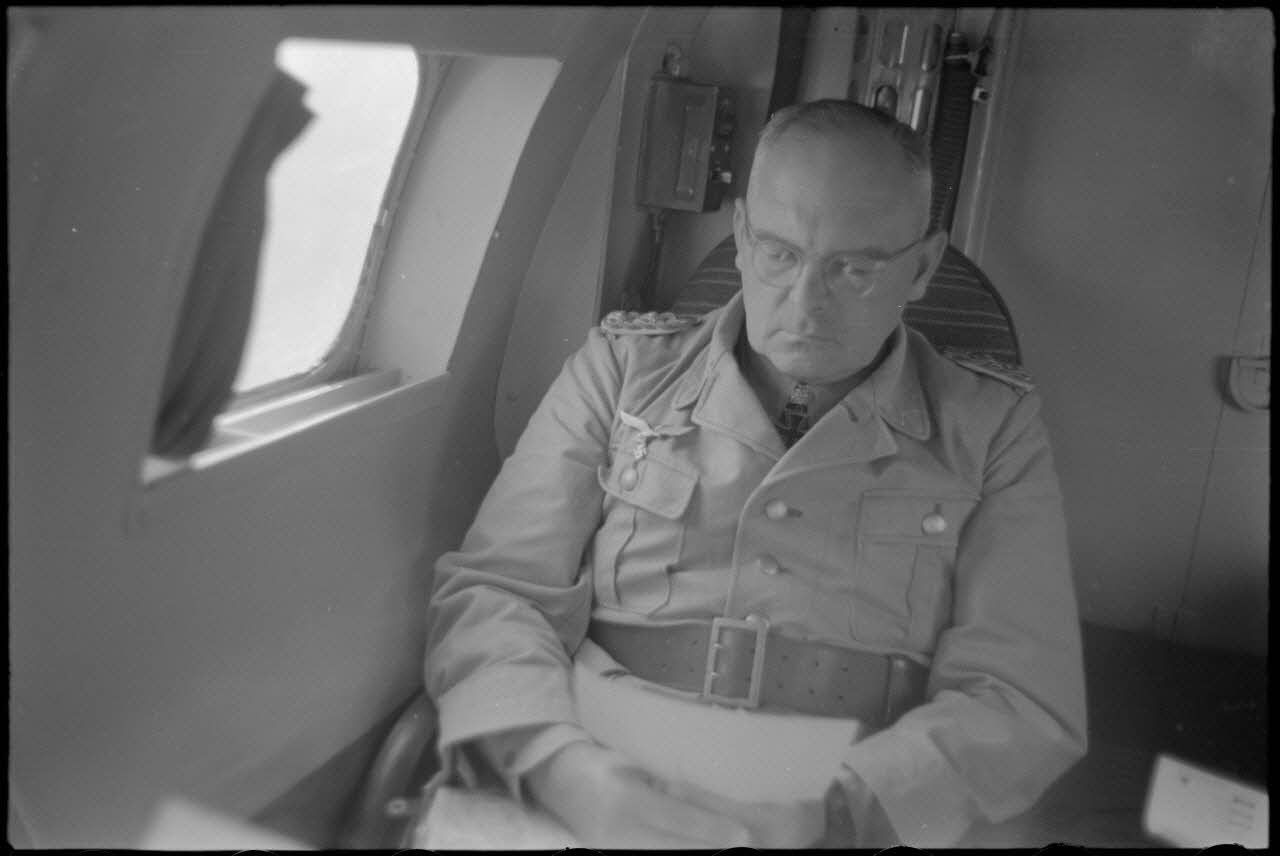
Martin Fiebig an Bord eines Flugzeugs, 1943

Martin Fiebig (* 7. Mai 1891 in Rösnitz; † 24. Oktober 1947 in Belgrad) war ein deutscher Offizier, zuletzt General der Flieger, der deutschen Luftwaffe während des Zweiten Weltkriegs.
Er war verheiratet mit Margret Fiebig, geb. Appuhn (* 1896, verst. 1958), und hatte mit ihr vier Kinder (Klaus * 1932, verst. 1945; Martin * 1934, verst. 2022; Margret * 1935; Peter Adolf Hermann * 1936, verst. 2012).

## Leben
Fiebig trat am 3. März 1910 als Fähnrich dem Infanterie-Regiment „von Grolmann“ (1. Posensches) Nr. 18 bei und wirkte dort zunächst als Kompanieoffizier. Mit Ausbruch des Ersten Weltkriegs ernannte man ihn zum Bataillonsadjutant. Zu einem unbekannten Zeitpunkt im Lauf des Jahres 1915 wechselte er als Flugzeug- und Staffelführer in das Bombergeschwader 3 der Obersten Heeresleitung über. Diese Funktion nahm Fiebig bis zum 1. August 1918 wahr. Anschließend agierte er vom 2. August 1918 bis Februar 1919 als Kommandeur des Bombergeschwaders 9 und schied im gleichen Monat aus dem aktiven Militärdienst aus.
Spätestens ab dem Jahr 1924 weilte Fiebig im Auftrag des Truppenamtes im neu gebildeten Reichswehrministerium der Weimarer Republik als Leiter einer Gruppe von Militärspezialisten auf dem Gebiet der Luftwaffenentwicklung in der Sowjetunion. Ziel dieses Auftrages war, gemeinsam mit Offizieren der Roten Armee eine von beiden Ländern getragene Luftrüstung und die Ausbildung von deutschen und sowjetischen Piloten vorzubereiten. Getarnt als Zivilist arbeitete Fiebig dann von 1926 bis Ende April 1934 als Flugleiter bei der Deutschen Lufthansa. Zum 1. Mai 1934 wurde er für die im geheimen Aufbau begriffene Luftwaffe als Major reaktiviert. Hier fand er zunächst in Faßberg als Kommandeur der Kampffliegerschule Verwendung. Von 1936 bis Ende Juni 1938 war Fiebig als Fliegerhorstkommandant eingesetzt. Im Anschluss hieran, inzwischen zum Oberst befördert, war er vom 1. Juli 1938 bis zum 10. Mai 1940 Kommodore des Kampfgeschwaders 253 bzw. 4 General Wever. Hier wurde Fiebig am 10. Mai 1940 im Zuge des Westfeldzuges über Holland mit seinem Flugzeug abgeschossen und geriet vorübergehend in niederländische Kriegsgefangenschaft. Nach seiner Befreiung durch deutsche Truppen war er Kommandeur einer Kampfgruppe bei der Panzergruppe Guderian. Nach Beendigung des Feldzuges wurde er Chef für Flugsicherheit im Reichsluftfahrtministerium, was er bis zum 1. April 1941 blieb.
Vom 2. April 1941 bis zum 11. April 1942 war Fiebig Nahkampfführer beim IV. Fliegerkorps, später im II. sowie im VIII. Fliegerkorps. Zum 12. April 1942 wurde er Kommandeur der 1. Flieger-Division und blieb dies bis Ende Juni 1942. Anschließend stieg Fiebig am 1. Juli 1942 zum Kommandierenden General des VIII. Fliegerkorps auf, wechselte jedoch in gleicher Position am 22. Mai 1943 zum X. Fliegerkorps über und führte dieses bis zum 1. September des folgenden Jahres. In dieser Funktion fungierte er zugleich als Befehlshaber des Luftwaffenkommandos Südost. Vom 1. September 1944 bis zum 31. Januar 1945 befand sich Fiebig vorübergehend in der Führerreserve beim Oberkommando der Luftwaffe. Vom 1. Februar bis zum 12. April 1945 agierte er wieder als Kommandierender General des II. Fliegerkorps sowie anschließend vom 12. April bis zum 8. Mai als Befehlshaber des Luftwaffenkommandos Nordost.
Am 8. Mai 1945 geriet Fiebig zunächst in britische Kriegsgefangenschaft und war im vormaligen Konzentrationslager Neuengamme bei Hamburg interniert, wurde jedoch am 6. Februar 1946 nach Jugoslawien überstellt. Dort wurde er in einem Kriegsverbrecherprozess am 10. September 1946 für schuldig befunden und zum Tode verurteilt. Die Vollstreckung des Urteils erfolgte am 24. Oktober 1947 durch Erhängen.

## Auszeichnungen (Auswahl)
- Ritterkreuz des Eisernen Kreuzes[2]
  - Ritterkreuz am 8. Mai 1940
  - Eichenlaub am 23. Dezember 1942 (168. Verleihung)
- Deutsches Kreuz in Gold am 4. Mai 1942[2]